# Ma-čcheng
Městský okres Ma-čcheng (čínsky v českém přepisu Ma-čcheng š’, pchin-jinem Máchéng Shì, znaky 麻城市) je městský okres v Chuang-kangu  v provincii Chu-pej v Čínské lidové republice. Má rozlohu přibližně 3600 čtverečních kilometrů a k roku 2010 v něm žilo přes 849 tisíc obyvatel.

## Poloha a doprava
Ma-čcheng leží na jižní straně pohoří Ta-pie-šan. Na severu hraničí s provincií Che-nan, na severovýchodě s provincií An-chuej.
Přes městské jádro okresu procházejí vysokorychlostní trať Che-fej – Wu-chan a železniční trať Peking – Kau-lung.

## Dějiny
V roce 506 před naším letopočtem, ke konci období Jar a podzimů, došlo v této oblasti k bitvě u Paj-ťü, kde vítězné vojsko království Wu pod vedením Sun-c’ porazilo vojsko království Čchu.
Jméno Ma-čcheng je z roku 598 našeho letopočtu.